# Péterszabadja
Péterszabadja (1898-ig Petri-Lehota, szlovákul Petrova Lehota) község Szlovákiában, a Trencséni kerületben, a Trencséni járásban.

## Fekvése
Trencséntől 22 km-re keletre.

## Története
A települést a 14. század elején alapították a német jog alapján. 1346-ban „Lyhota Petri”, 1431-ben „Peter Lehota”, 1458-ban „Petrowa Lhota”, 1520-ban „Petrowa Lehota” alakban említik. A Motesiczky család birtoka volt. 1598-ban 27 ház állt a településen. 1720-ban 12 adózója volt. 1784-ben 33 házában 41 családban 270-en lakták.
A 18. század végén Vályi András így ír róla: „LEHOTA. Péter, vagy Petri Lehota. Tót falu Trentsén Várm. földes Urai Moresiczky, és több Uraságok, lakosai katolikusok, fekszik Fekete Lehotához 1/4 mértföldnyire, határja sovány, de egyéb javai vannak.”
1828-ban 24 házában 269 lakos élt.
Fényes Elek 1851-ben kiadott geográfiai szótárában így ír a faluról: „Lehota (Petr)i, tót f., Trencsén vmegyében, Motesicz filial. 225 kath., 5 zsidó lak. F. u. Motesiczky. Ut. posta Trencsén.”
A trianoni békéig Trencsén vármegye Báni járásához tartozott.

## Népessége
| Év:            | 1994. | 2004. | 2014.    | 2024.   |
| -------------- | ----- | ----- | -------- | ------- |
| Emberek száma: | 0     | 165   | 182      | 192     |
| Eltérés:       |       | –     | +10,30 % | +5,49 % |

| Év:            | 2023. | 2024.   |
| -------------- | ----- | ------- |
| Emberek száma: | 199   | 192     |
| Eltérés:       |       | -3,51 % |

1880-ban 255 lakosából 238 szlovák, 10 német, 1 magyar anyanyelvű és 6 csecsemő volt. Ebből 248 római katolikus és 7 zsidó vallású.
1910-ben 149 lakosából 143 szlovák, 6 német anyanyelvű volt.
2001-ben 182 lakosából 180 szlovák volt.
2011-ben 170 lakosából 169 szlovák és 1 magyar volt.

## Külső hivatkozások
- Községinfó
- Péterszabadja Szlovákia térképén
- E-obce.sk Archiválva 2008. február 7-i dátummal a Wayback Machine-ben